# Takuya Kida
Takuya Kida (喜田 拓也 Kida Takuya?), född 23 juli 1994 i Kanagawa prefektur, är en japansk fotbollsspelare.
Kida började sin karriär 2012 i Yokohama F. Marinos.